# Графендорф-бай-Гартберг
Графендорф-бай-Гартберг (нім. Grafendorf bei Hartberg) — ярмаркова комуна  (нім. Marktgemeinde)  в Австрії, у федеральній землі Штирія.
Входить до складу округу Гартберг-Фюрстенфельд. Населення становить 2,513 осіб (станом на 31 грудня 2013 року). Займає площу 25 км².